# Делла Скала, Антонио
Антонио делла Скала (итал. Antonio della Scala; 1364, Верона — 5 августа 1388 года, Тревизо) — последний правитель Вероны из династии Скалигеров.

## Биография
Антонио был внебрачным сыном Кансиньорьо делла Скала. Получил прекрасное гуманитарное образование, которое, однако, не могло исправить его насильственные наклонности. После смерти отца в 1375 году вместе со своим братом Бартоломео II стал сеньором Вероны. Женился на дочери сеньора Равенны Гвидо III Лусио да Полента и примкнул к партии гвельфов. В 1387 году он был свергнут гражданами Вероны при поддержке Джани Галеаццо Висконти. После этого Антонио был поглощен поиском союзников, которые могли бы помочь в возвращении его власти в Верону. Он попросил помощи у Венецианской республики, у Флоренции, у Папы Римского Урбана VI, но не получил нигде. Антонио делла Скала умер в Тревизо 5 августа 1388 года. Он был последним правителем из рода Скалигеров в Вероне.